# Millettia leucantha
Millettia leucantha là một loài thực vật trong họ Fabaceae. Chúng là loài cây ra hoa hàng năm được tìm thấy ở Lào, Myanmar và Thái Lan.